# Джерде, Джон
Джон Джерде (англ. Jon Jerde; 22 января 1940 — 9 февраля 2015) — американский архитектор.

## Биография
Выпускник Университета Южной Калифорнии, начал работу в архитектурной фирме Charles Kober. В 1985 году по его проекту был построен Horton Plaza в городе Сан-Диего. Проект объединил в себе и торговый центр и отель, прославив имя архитектора.
В последующие годы на его проектах были построены торговые и развлекательные центры в нескольких американских городах. Помимо США по его проектам были построены некоторые здания в Японии, Нидерландах, Турции и Китае.
Скончался 9 февраля 2015 года на 76-м году жизни.